# 岩瀬香奈
岩瀬 香奈（いわせ かな、1992年2月12日 - ）は、日本のモデル・タレントで、元レースクイーン。身長167cm、血液型はB型。

## 人物・略歴
香川県高松市出身。高松第一高等学校、大阪音楽大学卒業。7歳下の弟がいる。
2010年11月、大阪日本橋発大型アイドルグループ「ポンバシwktkメイツ」出席番号21番としてデビュー。同年12月よりソロでの活動も開始。週2～4本のライブ活動を行う。
2011年2月、ポンバシwktkメイツ･ソロの活動も行いながら、大阪の人気アイドルが集まって結成されたアイドルユニット｢KISS&KISS｣にも参加。
2013年3月、香川オリーブガイナーズの公式イメージガール「ハニーオリーブ」としても活動。Web投票によるハニーオリーブグランプリ2013でグランプリに選ばれる。
2014年、ティースタイルマネージメントとモデル・タレント契約。レースクイーンとしての活動も行ったが、2017年3月26日、自身のツイッターでティースタイルを退所したことを明かした。

## レースクイーン
2014年
- D1グランプリ「OTG MOTOR SPORTS “TWSプリンセス”」[4]
- SUPER GT「Porsche Team KTR “Tstyle sweeties”」[5]

2015年
- D1グランプリ・SUPER GT「アップガレージ“ドリフトエンジェルス”」
- スーパー耐久「Direction Racing “フロンティアキューティーズ”」[6]

2016年
- SUPER GT「ZENT sweeties」[7]
- レッドブル・エアレース・ワールドシリーズ2016年千葉大会「フアン・ベラルデ（No.26 チーム・ベラルデ）」チームガール（6月）[8]

## 主な出演

### CM
- ブライダルヤスナガ
- ボートレースまるがめ
- さくら代行

### 雑誌
- ヤングマガジン
- ヤングアニマル
- ギャルズパラダイス
- CARトップ（表紙モデル）

### ショーモデル
- 神戸コレクション2015 a/w
- 東京ガールズコレクション 2016 s/s

### DVD
- かなリアル（2015年8月21日、イーネットフロンティア）
- 2015アップガレージドリフトエンジェルス

### 映画
- パーフェクトレボリューション（2017年10月公開）

### 広告
- ディノスセシール
- MAMORIO

## 逸話
- ドリエンでは立花かなと区別するため、愛称が「うどんちゃん」となっていた[9]。また、アップガレージ主催のお笑いライブ「アップアップライブ！」では、立花と共に“中乃中”（ちゅうのちゅう）を組んで出場していた[10]。
- ハニーオリーブの同期にはSKE48メンバーの高畑結希がいる[11]。